# Nagyszántó
Nagyszántó (Santăul Mare), település Romániában, a Partiumban, Bihar megyében.

## Fekvése
Nagyváradtól északnyugatra, az alföldi síkság szélén, Nagykereki és Bihar közt fekvő település.

## Népessége
| 2011 | 369 |
| 2021 | 396 |

## Története
Nagyszántó, Szántó Árpád-kori település. Nevét már 1219-ben említette oklevél Vnuca de v. Zamtou, Agard de eadem néven.
1291–1294 között in v.Zanto, ...; in Zanto,  1333–1335 között Jacobus sacerdos de v. Santo, Michael de v. Zantho, Zanto, 1465-ben Zantho, 1489-ben Nagyzantho, 1913-ban Nagyszántó néven írták.
1219-ben három Szántó falubelit említettek, mikor Vnuka vádolta Pált, s ekkor említették Agard nevű poroszlóját is.
1291–1294 között Szántó falu 10 kepét fizet a püspöknek a második fizetéskor. Papja 1291–4 között 1 unciát fizet a püspöknek.
1333–1335 között a pápai tizedjegyzék szerint papja évi 7 gs pápai tizedet fizetett.
1851-ben Fényes Elek írta a településről:
Nagy-Szántó, Bihar vármegyében, egészen rónaságon, 523 lakossal, kik kevés görög, s még kevesebb római katholikusokat kivéve, mindnyájan reformátusok, református és görög katholikus pappal, s Józsa Péter urnak egy szeszgyárával. Határa 1842 hold, ... Birtokosok: Józsa Péter, Bige Imre, Márton és Károly, özv. Beliczay Jánosné
Kis- és Nagy-Szántót hosszú ideig együtt említették és egyházi szempontból is egymáshoz tartoztak.
Egyik legrégibb birtokosa az Eördög család volt, a község egy darabig Ördög-Szántó néven is szerepelt.
1398-ban a kápolnai pálos rendnek is volt itt birtoka.
1409-ben a Borsy, 1453-ban a Pázmány, 1489-ben a gyaráni Partasi család, 1459-ben a földesi Nagy család is birtokos volt itt, később pedig a Bajoniak voltak a földesurai.
A 18. század közepe után és a 19. század első felében pedig a Jósa, Péchy, Bige, Ercsey és a Vad családok, a 20. század elején pedig báró Königswarter Herman volt itt a nagyobb birtokos.

## Nevezetességek
- Református temploma
- Görögkatolikus temploma - 1780-ban épült.

## Külső hivatkozások
- Tekintő. Erdélyi helynévkönyv. Adattári tallózásból összehozta Vistai András János. [Hely és év nélkül, csak a világhálón közzétéve.] 2. kötet.